# Tibet-Zypresse
Die Tibet-Zypresse (Cupressus gigantea) ist eine Art der Gattung Zypressen aus der Familie der Zypressengewächse (Cupressaceae). Sie ist im Südosten Tibets heimisch.

## Beschreibung
Die Tibet-Zypresse wächst als immergrüner Baum der Wuchshöhen von 25 bis 100 Meter und Brusthöhendurchmesser von 1 bis 6 Meter erreichen kann. Junge Bäume haben eine faserige, orange-braune Borke die mit zunehmendem Alter dunkel braun bis grau wird. Weiters wird sie dicker und es bilden sich schmale Grate aus. Die offene Krone ist unregelmäßig konisch geformt. Die 1,2 bis 2 Millimeter dicken Zweige sind blaugrün gefärbt und stehen dicht, aber niemals hängend an den Ästen.
Die schuppenartigen und gebogenen Blätter sind blaugrün gefärbt. Sie stehen dicht gedrängt an den Zweigen. An der Blattunterseite findet man eine runde Drüse.
Die blaugrünen Zapfen sind bei einer Länge von 1,5 bis 2 Zentimeter und einer Breite von 1,3 bis 1,6 Zentimeter länglich-kugelig geformt. Sie bestehen aus zwölf Zapfenschuppen, von denen jede mehrere Samenkörner trägt.
Die Chromosomenzahl beträgt 2n = 22.

## Verbreitung und Standort
Das natürliche Verbreitungsgebiet der Tibet-Zypresse liegt im Südosten Tibets. Man findet sie dort in den Dihangschluchten sowie in den Flusstälern des Nyang Qu und des Nize.
Die Tibet-Zypresse gedeiht in Höhenlagen von 3000 bis 3400 Metern. Sie wächst vor allem in Flusstälern und an diesen angrenzenden Berghängen.

## Systematik
Die Erstbeschreibung als Cupressus gigantea erfolgte 1975 durch Wan Chun Cheng und Li Kuo Fu in Acta Phytotaxonomica Sinica 13(4), S. 85–86, pl. 16, f. 1. 2005 wurde sie von Aljos K. Farjon in Monogr. Cupressaceae Sciadopitys, S. 224 als Varietät der Himalaya-Zypresse (Cupressus torulosa) unterstellt. Von manchen Autoren wird sie aber als eigene Art geführt.
Wenn sie als eigene Art geführt wird, werden gelegentlich zwei Unterarten unterschieden:
- Cupressus gigantea subsp. gigantea  ist die Nominatform.
- Cupressus gigantea subsp. tongmaiensis (Silba) Silba. Synonyme sind Cupressus tongmaiensis Silba, Cupressus gigantea subsp. ludlowii (Silba) Silba, Cupressus austrotibetica subsp. tongmaiensis (Silba) Silba und Cupressus tongmaiensis var. ludlowii Silba.[6]

## Gefährdung und Schutz
Die Tibet-Zypresse wird in der Roten Liste der IUCN als „gefährdet“ eingestuft. Es wird jedoch darauf hingewiesen, dass eine erneute Überprüfung der Gefährdung notwendig ist.